# Yurisleidy Lupetey
Yurisleidy Lupetey (6 de maio de 1981) é uma judoca cubana.
Foi campeã mundial de judô em 2001 e medalhista de bronze nos Jogos Olímpicos de 2004.